# HK Mark 23
Heckler & Koch MK 23, MK 23 MOD 0, Mark 23 или USSOCOM MARK 23 — полуавтоматический пистолет под патрон .45 ACP, разработанный специально для наступательных операций. Версия USSOCOM MK23 поставлялась в паре с лазерным целеуказателем (ЛЦУ) и глушителем. USSOCOM MK23 был принят Командованием специальных операций США (USSOCOM) для подразделений специального назначения, обойдя ближайшего конкурента, Colt OHWS. Разработка пистолета началась в 1991 году, когда представители специальных операций определили потребность в «системе наступательного пистолетного оружия для специальных операций», и в мае 1996 года началась поставка пистолетов подразделениям специального назначения.
Хотя обозначение USSOCOM MK23 обычно применяется ко всей системе, оно также используется и только в отношении пистолета. ЛЦУ и глушитель были разработаны компаниями Insight Technology и Knight’s Armament Company (KAC) соответственно. Гражданская версия Mk23 имеет обозначение Mark 23.

## Описание
MK 23 был разработан для работы в суровых условиях, будучи водонепроницаемым и устойчивым к коррозии. В нём используется многоугольная конструкция ствола, которая, как сообщается, повышает точность и долговечность, а её производство намного дороже. Он также имеет двусторонний предохранитель и кнопку сброса магазина. Сама кнопка сброса магазина находится в задней части спусковой скобы, которая достаточно широка, чтобы пистолет можно было использовать в перчатках. С левой стороны находится декокер, который бесшумно опускает взведённый курок. MK 23 является частью более крупной оружейной системы, которая включает в себя лазерный целеуказатель (ЛЦУ), глушитель и прочее, как например, специальный патрон с усиленным пороховым зарядом (.45 +P).
Пистолет превосходно зарекомендовал себя в сравнительных испытаниях, где было установлено, что он способен произвести десятки тысяч выстрелов без смены ствола. Он остаётся надёжным в суровых условиях, что делает его пригодным для использования спецподразделениями. Патрон .45 ACP является дозвуковым, что делает его пригодным для использования с глушителем.

## Разработка
В 1989 году Командование специальных операций США начала пересматривать своё снаряжение, чтобы определить, какое из них соответствует потребностям в ближнем бою. Изучение стрелкового оружия выявило, что в разных подразделениях имелось 120 типов и модификаций оружия. Логистика получения запчастей для всего этого оружия была слишком затратной. В ответ SOCOM решила стандартизировать стрелковое оружие для всех подразделений. Одной из областей улучшения был пистолет, предпринятый в рамках конкурса Offensive Handgun Weapon System (OHWS). Он должен был заменить такие пистолеты, как 9-мм Beretta M9, который использовался регулярными войсками в качестве дополнительного оружия. Использование SOCOM небольших подразделений, действующих в ближнем бою, означало, что пистолеты с большей вероятностью будут использоваться в качестве основного оружия.
Было решено, что калибр для OHWS не соответствует стандартному пистолетному патрону НАТО 9×19 мм из-за отсутствия останавливающего действия. ФБР выбрало патрон 10 мм Auto для замены своих 9-мм пистолетов, однако он был слишком мощным, в США его выпускало всего несколько производителей, а патрон приводил к короткому сроку службы оружия. Поэтому был выбран патрон .45 ACP, который был улучшен с помощью усиленного порохового заряда.
Пистолет OHWS должен был стрелять многими типами патронов в дополнение к патрону +P и иметь длительный срок службы при использовании патронов с усиленным пороховым зарядом. Colt M1911 находился на вооружении более 70 лет, но был отклонён, так как данные патроны уничтожили бы его, и он не мог бы надёжно стрелять с глушителем. Модернизация M1911 стоило бы больше, чем она того стоит, поэтому было решено выбрать совершенно новую конструкцию. Запрос цен был на систему, которая включала пистолет, глушитель и ЛЦУ. Пистолет должен был быть устойчивым к коррозии и быть в состоянии служить в качестве основного оружия.
После нескольких тестов Heckler & Koch и Colt были отобраны для перехода к первому этапу программы OHWS в августе 1991 года. Они получили контракты на разработку 30 систем. В то время, когда программа только начиналась, HK изучала, какие аспекты пистолетов наиболее желательны для гражданского рынка США. К февралю 1991 года они разработали конструкцию, которая обладала такими характеристиками, как надёжность, долговечность, доступность и другие. Однако Colt опирался на существующие технологии для своего пистолета под названием Colt OHWS. Данный пистолет использовал раму M1911, которая могла вместить магазин на 10 патронов, декокер от Colt Double Eagle и поворотную систему запирания ствола от All American 2000. На ствол Colt OHWS нельзя было напрямую прикрепить глушитель, поэтому перед цевьём было добавлено крепление к планке.
Colt был исключен после первого этапа, и только HK перешел ко второму. На этом этапе пистолеты подвергались самым строгим испытаниям на надёжность, которым когда-либо подвергались пистолеты. Три пистолета прошли испытание на выносливость в 30 000 выстрелов и сохранили точность 64 мм на 25 метров, только уплотнительное кольцо нуждалось в замене после 20 000 выстрелов. Оружие работало при температуре от −25 градусов по Фаренгейту до 140 градусов по Фаренгейту в условиях воздействия грязи, льда и песка. Третий этап заключался в заключении производственного контракта с HK в июне 1995 года. Их пистолет был классифицирован как Mark 23 Mod 0, и было заказано 1950 систем по 1186 долларов каждая. Все пистолеты были произведены в Германии, и первый из них был доставлен SOCOM 1 мая 1996 года.
Несмотря на то, что Mark 23 показал себя превосходно, несколько факторов мешали его использованию. Внедрение меньшего и более лёгкого HK USP, политическое давление и нехватка боеприпасов +P также повлияли на его распространение. По мере того, как продолжалась война с терроризмом, операторы вновь увидели эффективность патрона .45 ACP в бою и возобновили использование Mark 23, а также других пистолетов под данный патрон.

## Принятие на вооружение
MK 23 MOD 0 был сконструирован как «наступательный» пистолет для сил специальных операций США в рамках USSOCOM по запросу, сделанному в 1989 году. Военные версии пистолета имеют надпись «MK23 USSOCOM» на затворе. Первые серийные модели MK 23 были доставлены SOCOM 1 мая 1996 г.
HK продаёт MK 23 и его производные, но не всю систему SOCOM. Глушитель изготовлен компанией Knight’s Armament Company и был выбран вместо того глушителя, который изначально был включен в состав системы компанией HK. Insight Technology выиграла контракт на производство лазерного целеуказателя, позже получившего обозначение AN/PEQ-6. Одна версия ЛЦУ создает точку видимого света, а другая — инфракрасную, которую можно увидеть только с помощью прибора ночного видения. Некоторые пользователи сообщали, что кумулятивный эффект отдачи может иногда приводить к тому, что глушитель слегка отвинчивается, но можно относительно легко импровизировать решения этой проблемы.

### Гражданский вариант Mark 23
Heckler & Koch предложила MK 23 гражданскому рынку и правоохранительным органам как MARK 23. Он распространяется дочерними компаниями HK Inc. в США и HKJS GmbH в Германии.
Модели для рынка США изначально поставлялись с магазином на 10 патронов в соответствии с федеральным запретом США на штурмовое оружие. В 2004 году запрет истёк, после чего гражданский Mark 23 начал поставляться с тем же магазином на 12 патронов, что и варианты для спецназа, за исключением нескольких штатов, которые ввели собственные запреты на магазины с ёмкостью больше 10 патронов. В Канаде пистолет Mark 23 по-прежнему поставляется только с магазинами на 10 патронов в соответствии с Законом об огнестрельном оружии 1995 года .

## В популярной культуре
- Mk.23 SOCOM известен тем, что использовался Солидом Снейком в серии игр Metal Gear Solid.[21]
- Имеется в качестве персонажа в игре Girls' Frontline[англ.][22]

## Операторы
- Канада: Используется региональной полицией Пила
- Индонезия: Используется спецподразделениями Kopaska и Kopassus[23]
- Малайзия: MK 23 MOD 0 используется спецподразделениями Королевской полиции Малайзии и Королевскими морскими силами Малайзии.[24]
- Польша: Используется спецподразделением GROM.[25]
- Сингапур
- США: Принят на вооружение Командования специальных операций. Поставки начались в 1996 году.[1]